# Ovid Demaris
Ovid Demaris geboren als Ovide E. Desmarais (* 6. September 1919 in Biddeford, Maine; † 12. März 1998 ebenda) war ein US-amerikanischer Journalist und Schriftsteller.

## Leben
Demaris wurde am College of Idaho (1948), an der Syracuse University Law School und an der Boston University (1950) ausgebildet. Am 15. Mai 1942 heiratete er Inez E. Frakes.

## Beruflicher Werdegang
Insbesondere arbeitete er als Korrespondent und Reporter der United Press, bevor er schriftstellerisch tätig wurde und auch Detektivgeschichten verfasste. Bekannt wurde er durch seine Bücher über das Organisierte Verbrechen, insbesondere der US-amerikanischen Mafia: der La Cosa Nostra und schrieb z. B. die Biografie über den Mobster Jimmy Fratianno.

## Werke

### Bücher
- 1960: Lucky Luciano, Monarch Books
- 1960: The Gold-Plated Sewer
- 1961: The Lindbergh Kidnapping Case, Monarch
- 1961: The Dillinger Story
- 1964: The Contract, Sphere Books, ISBN 0-7221-2895-9, (Alternativer Titel: The Organisation)
- 1964: The Green Felt Jungle, Pocket Books, Montreal 1964; zusammen mit Ed Reid
- 1965: The Toughest Customers
- 1967: Jack Ruby, Da Capo Press, ISBN 0-306-80564-2; zusammen mit Garry Wills, Buch über Jack Ruby
- 1969: Captive City: Chicago in Chains, Sphere Books Limited, 1969, ISBN 0-7221-2896-7
- 1970: America the Violent, Cowles Book Co, ISBN 0-402-12241-0
- 1974: The Lucky Luciano story (The Godfather series), Belmont Tower Books
- 1974: Dirty Business: The Corporate-Political Money-Power Game, Harper’s Magazine Press, ISBN 0-06-121950-9
- 1975: The Director. An Oral Biography of J. Edgar Hoover, ISBN 0-06-121951-7, Buch über J. Edgar Hoover
- 1977: Brothers in Blood, The International Terrorist Network ISBN 0-684-15192-8
- 1978: Judith Exner: My Story, Grove Press, ISBN 0-8021-0139-9, zusammen mit Judith Exner
- 1980: The Last Mafioso, The Treacherous World of Jimmy Fratianno. Bantam Books, 1981. ISBN 0-553-27091-5, Biografie über Jimmy Fratianno
- 1986: The Boardwalk Jungle, Bantam Books, ISBN 0-553-05130-X
- 1994: J. Edgar Hoover: As They Knew Him, Avalon Publishing Group, ISBN 0-7867-0013-0, Buch über J. Edgar Hoover

### Novellen
- 1957: Ride The Gold Mare
- 1958: The Lusting Drive
- 1959: The Long Night, The Slasher
- 1960: The Extortioners, The Enforcer
- 1961: Candyleg (Alternativer Titel: Machine Gun Mccain)
- 1963: The Parasite
- 1965: The Organization (Alternativer Titel: The Contract)
- 1966: Fatal Mistake
- 1971: Mason’s Women
- 1972: The Overlord – The Corporate-Political Money-Power Game
- 1973: Legs Diamond
- 1983: The Vegas Legacy
- 1988: Ricochet

### Serien
- Vince Slader
  1. 1957: The Hoods Take Over
  2. 1960: The Gold-plated Sewer